# Humania
Humania è il quarto album del gruppo musicale giapponese Nico Touches the Walls, pubblicato il 7 dicembre 2011 dalla Ki/oon Records. L'album ha raggiunto la decima posizione della classifica Oricon.

## Tracce
1. Heim - 1:36
2. Shōtotsu - 4:07
3. Bicycle - 4:40
4. Carousel - 4:26
5. Far East ID - 4:08
6. Koi wo shiyou - 5:22
7. Endless Roll - 5:01
8. Gyogyou - 3:19
9. Demon (Is There?) - 5:35
10. Te wo Tatake - 4:18
11. Te wo Tatake (Nico Edition) - 4:28